# Wide Sargasso Sea (film 2006)
Wide Sargasso Sea è un film tv del 2006 diretto da Brendan Maher.
È il secondo film tratto dal romanzo Il grande mare dei Sargassi di Jean Rhys dopo Fiamme di passione del 1993.

## Trama
Giamaica, 1841: Antoniette, giovane proprietaria terriera, sposa un lord inglese per evitare di perdere le proprie terre.
Tra i due tutto sembra andare bene fino a quando la donna non impazzisce.

## Distribuzione
Il film è stato trasmesso in TV il 9 ottobre 2006 mentre in Italia risulta ancora inedito.